# Шеньё-ла-Бальм
Шеньё-ла-Бальм (фр. Cheignieu-la-Balme) — коммуна во Франции, находится в регионе Рона — Альпы. Департамент — Эн. Входит в состав кантона Вирьё-ле-Гран. Округ коммуны — Белле.
Код INSEE коммуны — 01100.

## География
Коммуна расположена приблизительно в 420 км к юго-востоку от Парижа, в 60 км восточнее Лиона, в 55 км к юго-востоку от Бурк-ан-Бреса.
По территории коммуны протекает река Фюран. Большая часть территории покрыта лесами.

## Население
Население коммуны на 2010 год составляло 157 человек.
| 1962 | 1968 | 1975 | 1982 | 1990 | 1999 | 2010 |
| ---- | ---- | ---- | ---- | ---- | ---- | ---- |
| 156  | 141  | 141  | 141  | 110  | 112  | 157  |

## Администрация
| Период | Период | Фамилия        | Партия       | Примечания |
| ------ | ------ | -------------- | ------------ | ---------- |
| 1995   | 2001   | Мари-Анж Барон |              |            |
| 2001   | 2014   | Джекки Тома    | Разные левые |            |

## Экономика
В 2010 году среди 91 человека трудоспособного возраста (15—64 лет) 63 были экономически активными, 28 — неактивными (показатель активности — 69,2 %, в 1999 году было 67,2 %). Из 63 активных жителей работали 59 человек (33 мужчины и 26 женщин), безработных было 4 (1 мужчина и 3 женщины). Среди 28 неактивных 6 человек были учениками или студентами, 13 — пенсионерами, 9 были неактивными по другим причинам.

## Достопримечательности
- Замок Экла[фр.] (XIV век). Исторический памятник с 1988 года.[3]